# Halte Schellinkhout
Halte Schellinkhout (telegrafische verkorting Sht) was een halte aan de voormalige spoorlijn Hoorn - Bovenkarspel-Grootebroek. De stopplaats was geopend van 2 december 1913 tot 1935.